# Zérkalo
Zérkalo (en rus Зеркало) és una pel·lícula soviètica del 1975 dirigida per Andrei Tarkovski.

## Argument
L'Aleksei parla amb la seva dona sobre la seva situació actual i els motius pels quals s'han distanciat. En aquest sentit la pel·lícula és una evocació contínua de records i de sentiments que viatgen en diferents temps sense un ordre aparent: la relació amb la seva mare, la infantesa... que es mesclen amb material fílmic de noticiari sobre la Guerra Civil Espanyola, la Segona Guerra Mundial i l'enfrontament entre l'URSS i la Xina per l'illa Damanski. En la pel·lícula sonen poemes escrits i recitats per Arseni Tarkovski, pare del director. Retracta un passat que és el seu, però també el d'un país i el de l'esdevenidor mundial.
L'estructural especular de l'argument de la pel·lícula es veu potenciada per la interpretació per una mateixa actriu, Margarita Térekhova, tant de la mare de l'Aleksei com de la de l'Ignat, essent tots dos nens també interpretats per un mateix actor, Ignat Daníltsev.

## Característiques de la pel·lícula
Tarkovski presenta, com una personalitat distingida en el terreny cinematogràfic, un cinema no convencional, allunyant-se totalment dels cànons establerts: no atén a una estructura narrativa, sinó que mostra els seus propis sentiments, sense interessar-li divertir o agradar l'espectador. En ser de caràcter autobiogràfic, s'aboca a realitzar un homenatge apassionat de la seva família i de la seva llar. Per tant, és una pel·lícula que no intenta ensenyar res, no tracta d'insinuar res, simplement intenta provocar sentiments bonics, les idees, de tal forma que qui vegi la pel·lícula relacioni tals evocacions amb la seva pròpia vida i s'hi senti identificat.(p29)
Segons Tarkovski, com més personal fos allò representat a la pantalla, més gran seria el grau de proximitat i d'emotivitat de les imatges en l'espectador. Tanmateix, el llenguatge emprat en la pel·lícula acaba sent difícil de desxifrar, apropant-se a un hermetisme i a un simbolisme extrem, car el que per a ell resulten elements clau —com per exemple la llet— per a l'espectador no té tal significat. Aquesta dificultat de comprensió de l'espectador es manifesta també en l'ús intencionat d'actors que encarnen personatges que es desdoblen.
Aquesta obra uneix diferents elements cinematogràfics i manifestacions artístiques que conformen un tot amb un significat estètic brillant. A més de ser un pintor d'imatges cinematogràfiques, Tarkovski explora les diferents possibilitats que li ofereix la natura, centrant-se en captar i ressuscitar aquella vida natural de la terra, els arbres, el vent, el foc i l'aigua a través, principalment, dels sorolls de la natura. De fet digué «qui no hagi parat atenció a aquests sorolls es perd una meravella». I, encara que fa ús de diverses peces musicals admirables, per a ell no eren necessàries, atès que el món ja sonava massa bé. Aquesta importància que concedeix Tarkovski al soroll es fa encara més evident en l'ús constant de la veu en off, a més del recitat de diversos poemes escrits pel seu pare. D'altra banda, manifesta el seu interès en la il·luminació i en l'ús dels colors, alternant material fílmic del noticiari en blanc i negre amb imatges amb una il·luminació a càrrec del director de fotografia Gueorgui Rerberg, unes en tons sípies i d'altres en color. La seva sensibilitat pels elements plàstics s'observa també en la incorporació d'un llibre sobre pintures de Leonardo da Vinci.

## Elaboració del guió
Tot i que la idea inicial provenia d'anys enrere, Tarkovski començà a treballar en el guió mentre feia la pel·lícula Andrei Rubliov. Estava treballant en col·laboració amb una altra persona quan va conèixer la personalitat de Mixarin i s'adonà que havia de fer-ho amb ell. Tots dos coincidien en els elements biogràfics: la relació amb llur mare, la infantesa, etc., per la qual cosa s'entengueren prou bé.
Durant quinze dies es varen tancar per poder acabar el guió. Escrivien dos episodis al matí i al vespre se'ls intercanviaven per corregir-los, de tal manera que cadascú escrivia 14 episodis. Aquest ritme no va fallar cap dia. Tanmateix, va haver-hi una discussió per una escena principal que no acabava de convèncer a Tarkovski. Davant d'això, Mixarin va seure davant de la màquina d'escriure i tornà a redactar l'episodi conflictiu, que finalment va suposar un dels més brillants de la pel·lícula.